# War Babies (film)
War Babies is een Amerikaanse zwart-wit comedyfilm uit 1932 van regisseur Charles Lamont. De film is een van de eerste waar Shirley Temple in speelt.
De film gaat over een groep soldaten die om een vrouw vechten. De rollen van de soldaten worden vertolkt door baby's, gesynchroniseerd door volwassenen (Georgie Billings, Eugene Butler, Philip Hurlic en Georgie Smith). De film bevindt zich in het publiek domein en duurt elf minuten.